# Bretteville-Saint-Laurent
Bretteville-Saint-Laurent – miejscowość i gmina we Francji, w regionie Normandia, w departamencie Sekwana Nadmorska.
Według danych na rok 1990 gminę zamieszkiwało 186 osób, a gęstość zaludnienia wynosiła 47 osób/km² (wśród 1421 gmin Górnej Normandii Bretteville-Saint-Laurent plasuje się na 715. miejscu pod względem liczby ludności, natomiast pod względem powierzchni na miejscu 774.).